# Friedrich Wilhelm Zachow

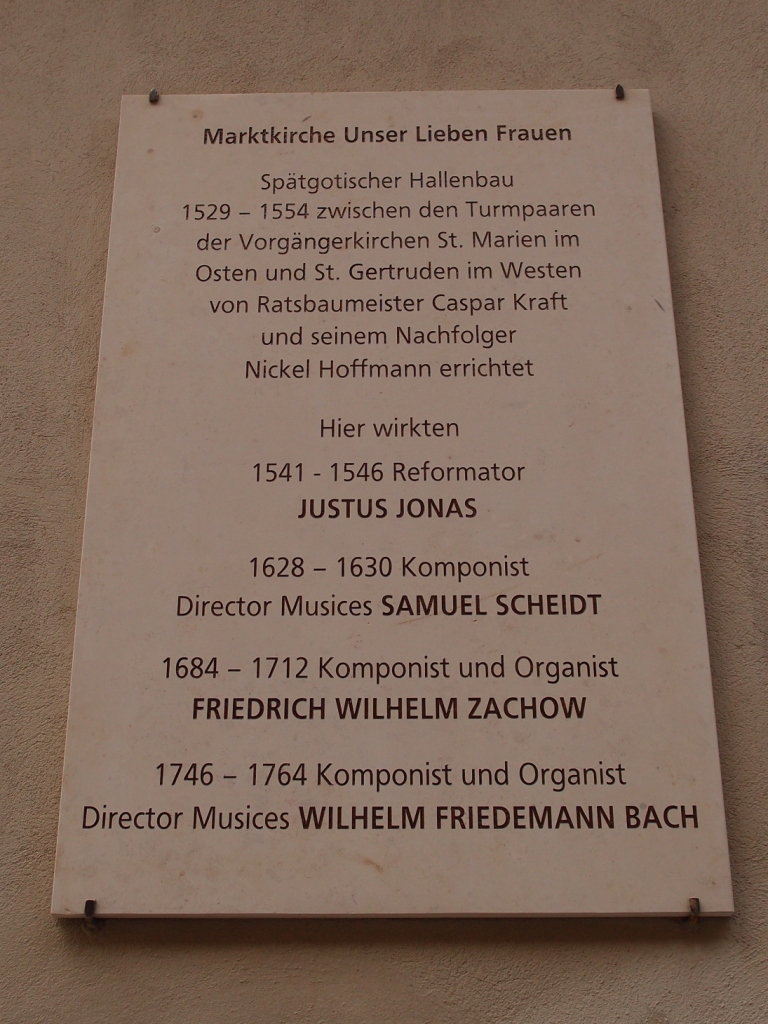
Gedenktafel für den Komponisten Friedrich Wilhelm Zachow an der Marktkirche Unser Lieben Frauen in Halle (Saale).

Friedrich Wilhelm Zachow oder Zachau (getauft am 14. November 1663 in Leipzig; † 7. August 1712 in Halle) war ein deutscher Komponist des Barock. Zu seinen Schülern zählten Georg Friedrich Händel, Gottfried Kirchhoff, Johann Krieger und Johann Gotthilf Ziegler.

## Biografie

### Herkunft
Friedrich Wilhelm Zachow war der erste Sohn des Leipziger Geigers Heinrich Zachow, der ursprünglich aus Cölln an der Spree stammte, und dessen zweiter Frau Elisabeth geb. Maune, einer Tochter des Hallenser Stadtpfeifers Gottfried Maune. Er wurde in der Nikolaikirche zu Leipzig getauft.

### Ausbildung
Nach Johann Gottfried Walthers Musicalischem Lexikon erlernte Zachow „nebst Abwartung der Schule, sowohl die Organisten- als Stadt-Pfeiffer-Kunst ex fundamento“ und besuchte eine der beiden Leipziger Lateinschulen, wahrscheinlich die Thomasschule. Nachdem sein Vater zum Eilenburger Stadtpfeifer ernannt worden war, bekam Zachow Orgelunterricht bei dem Eilenburger Organisten Johann Hildebrand und erhielt musikalische Anregungen von den Eilenburger Kantoren Johann Schelle (ab 1677 Thomaskantor in Leipzig) und Basilius Petritz (von 1694 bis 1713 Kantor der Dresdner Kreuzkirche).

### Berufliche Stationen
1675 nahm Heinrich Zachow eine Stelle als Stadtpfeifer in Eilenburg an der Mulde an, wo er etliche Lehrlinge, wie damals in der Zunft üblich, fünf Jahre in der Musizierkunst ausbildete. Bei ihm erlernte auch sein Sohn Friedrich Wilhelm verschiedene Stadtpfeiferinstrumente (wie zum Beispiel Trompete, Zink, Diskantquerpfeife, Dulcian, Quartposaune und Fagott).
Friedrich Wilhelm Zachow wurde am 11. August 1684 als Nachfolger des verstorbenen Samuel Ebart zum Organisten der Marienkirche in Halle gewählt. Neben dem Orgeldienst gehörte zu diesem bedeutendsten musikalischen Amt Halles auch die Leitung der Kirchenmusiken mit dem hallischen Stadtchor und den Stadtmusikanten und die Direktion des städtischen Chorus musicus.
Seine Schüler, wie beispielsweise Georg Friedrich Händel, unterwies Zachow sowohl in Komposition als auch auf dem „clavier“ (gemeint sind Tasteninstrumente).

### Privates
Zachow war seit dem 24. Oktober 1693 mit Maria Dorothea Anschütz, einer Tochter des Eilenburger Stadtrichters und Bürgermeisters Georg Anschütz, verheiratet, mit der er drei Söhne und zwei Töchter hatte.

## Zur Namensschreibung
Die Schreibweise des Namens Zachow ist durch eigenhändige Unterschriften Zachows und auch seines Vaters mehrfach belegt. Dagegen ist in der Musikliteratur, in Archivalien und Kirchenbüchern fast ausschließlich die Schreibweise Zachau zu finden. Damals war die Schreibweise von Namen allerdings nicht so festgelegt wie heute.

## Musik
Zachow führte den Typ der Liedmesse fort, der durch den Schütz-Schüler Christoph Bernhard geprägt worden war. In seinen Psalmen kombinierte er einfallsreich die „Bausteine der frühen Kirchenkantate“, etwa mit der Folge Concerto-Satz, zwei Arien und Wiederholung des Concerto oder mit instrumentaler Einleitung, Chorsätzen und Arien vor einem Schlusschor.
In seinen „enorm vielgestaltigen Kirchenkantaten“ wird der Übergang von der älteren zur neueren Kirchenkantate sichtbar mit Rezitativen, wie es der Pastor und Textdichter Erdmann Neumeister propagiert hatte. Seine Kombination dieses reformierten Kantatenstils mit dem Choral war besonders einflussreich. Die nur gut 30 überlieferten Kantaten von einem Bestand von wohl über 100 Stück gelten als „Schlüsselwerke“ in dieser Umbruchszeit der Gattung.
Die meisten Orgelwerke Zachows basieren auf Chorälen: Präludien mit dem Cantus firmus in der höchsten oder tiefsten Stimme, Fugen, die ihn als wichtigen Vorläufer von Johann Sebastian Bach ausweisen, eine Kombination aus einem Präludium und zwei Fugen, eine kleine Fantasie und zwei Partiten.

## Werke (Auswahl)
- Chorus ille coelitum, Kantate (1698)
- Confitebor tibi Domine, Kantate (1701)
- Danksaget dem Vater, Kantate (1702)
- „Missa super Chorale Christ lag in Todesbanden“, Messe (1701)
- Werke für Tasteninstrumente:
  - Toccata C-Dur
  - Präludium C-Dur
  - Präludium F-Dur
  - Fuge C-Dur
  - Zwei Fugen in G-Dur
  - Fantasia D-Dur
  - Capriccio d-Moll
  - Suite h-Moll
- Etliche Orgelchoräle
- Trio F-Dur für Flauto traverso, Fagott und Basso continuo

## CD-Einspielungen
- Christmas cantatas. Meine Seel: erhebt den Herren; Herr, wenn ich nur dich habe; Preiset mit mir den Herren; Lobe den Herrn, meine Seele. Constanze Backes, Capella Frisiae & Accademia Amsterdam, Dir. Ludger Rémy. Quintone.nl, 2010.
- Friedrich Wilhelm Zachow: Kantaten „Ich bin die Auferstehung und das Leben“, „Bei Gott ist mein Heil“ auf der CD „Triumph, ihr Christen seid erfreut“ von Cantus Thuringia und Capella, Leitung: Bernhard Klapprott. cpo, 2011.
- Friedrich Wilhelm Zachow: Complete Organ Music. Simone Stella an der Pinchi-Orgel der Church of San Giorgio, Rieti, Italien. Brilliant Classics, 2021.